# Glomus caesaris
Glomus caesaris är en svampart som beskrevs av Sieverd. & Oehl 2002. Glomus caesaris ingår i släktet Glomus och familjen Glomeraceae.   Inga underarter finns listade i Catalogue of Life.